# Jacob Blass
Jacob Blass, död 1683, var en gotländsk målare.
Blass anges vara "född svensk", vilket borde betyda att han ankommit till ön från fastlandet. Senast 1669 befann han sig på Gotland, då han målade altaruppsatsen i Grötlingbo kyrka. Johan Bartsch den yngre anklagade 1670 Blass för bönhaseri, men i stället för att förbjudas att arbeta togs han i försvar av landshövdingen, som gav Blass tillstånd att arbeta på gotländska landsbygden, medan Bartsch i första hand skulle verka i Visby. Vid mer betydande arbeten på den gotländska landsbygden skulle de båda konstnärerna samarbeta. Blass har utöver altaruppsatsen i Grötlingbo även målat altaruppsatsen i Alva kyrka 1671 och i Martebo kyrka 1676. På senare år var han bosatt på Klints i Lojsta socken.